# Rhyacophila lonpo
Rhyacophila lonpo är en nattsländeart som beskrevs av Schmid 1970. Rhyacophila lonpo ingår i släktet Rhyacophila och familjen rovnattsländor. Inga underarter finns listade i Catalogue of Life.